# Craig Wood

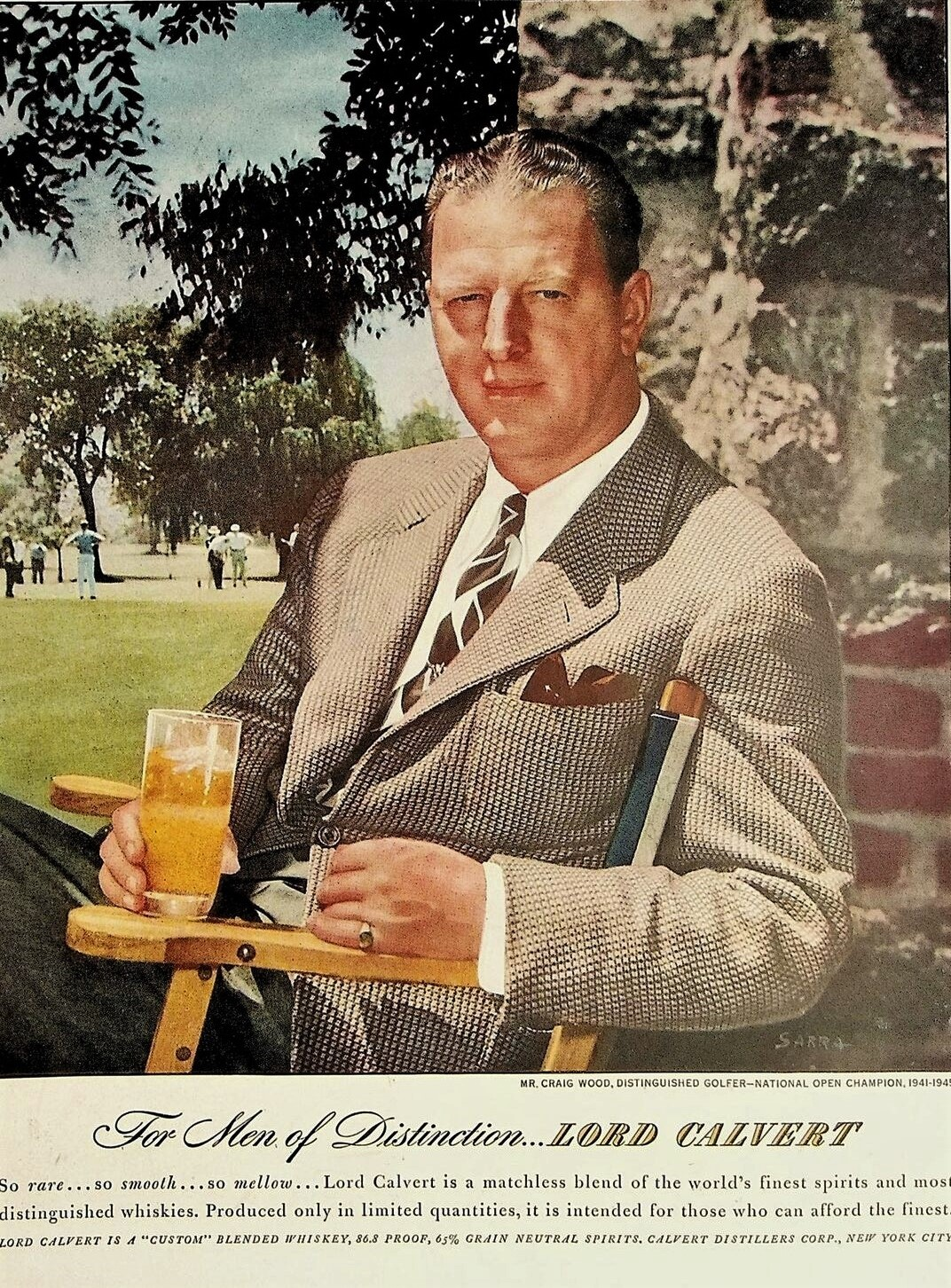
Craig Wood

Craig Ralph Wood (Lake Placid, 18 november 1901 - Palm Beach, 7 mei 1968) was een Amerikaanse golfprofessional. Hij behaalde 21 overwinningen op de Amerikaanse PGA Tour. In 1941 won Wood twee majors. Met een score van 280 won hij de eerste Masters en maanden daarna  het US Open. 
In 2008 werd Wood toegevoegd aan de World Golf Hall of Fame.

## Gewonnen

### PGA Tour
- 1928: New Jersey PGA Championship (strokeplay)
- 1929: Oklahoma City Open Invitational, Hawaiian Open
- 1930: New Jersey PGA Championship (strokeplay), Reddy Tee Tournament
- 1931: Harlingen Open
- 1932: New Jersey PGA Championship (matchplay), San Francisco Open-Match Play, Pasadena Open
- 1933: Los Angeles Open, Radium Springs Open
- 1934: Galveston Open Championship, New Jersey Open, New Jersey PGA Championship (matchplay)
- 1936: General Brock Open
- 1938: Augusta Open-Forest Hills
- 1940: Metropolitan Open, Miami Biltmore International Four-Ball (met Billy Burke)
- 1941: Masters Tournament, U.S. Open
- 1942: Canadian Open
- 1944: Durham Open

### Elders
onder meer:
- 1925: Kentucky Open
- 1926: Kentucky PGA Championship
- 1929: Pasadena Open (January)
- 1938: New Jersey PGA Championship
- 1942: Metropolitan PGA Championship
- 1943: Golden Valley Four-Ball (met Jimmy Demaret)

## Teams
- Ryder Cup: 1931 (winnaars), 1933 en 1935 (winnaars)

## Links
- Biografie